# Стефан IV
Стефан IV (угор. IV. István, хорв. Stjepan IV, словац. Štefan IV; 1133 — 11 квітня 1165, Земун, Сербія) — король Угорщини з династії Арпадів в 1163–1165 роках.
Онук руської князівни Предслави Святополківни, правнук Великого князя Київського Святополка ІІ, прапраправнук Великого князя Київського Ярослава Мудрого.
В юності взяв участь у повстанні проти свого брата короля Гези II. Після смерті Гези під впливом погроз візантійського імператора Мануїла I угорським дворянам довелося вибрати монархом старшого брата Стефана, Ласло ІІ. Після смерті Ласло Стефан був оголошений королем, але його племінник Стефан III здолав його і повернув собі угорську корону. Стефан IV продовжував боротися з ним у вигнанні.

## Ранні роки
Стефан був третім сином угорського короля Бели II і його дружини Олени Вукановіч. Коли 13 лютого 1141 року Бела помер, на престол сів брат Стефана Геза II. У 1152 році він організував щось на зразок окремого герцогства для молодших братів. Але відносини братів погіршувалися, так як Геза хотів, щоб наступним королем став його син Стефан. У 1157 році майбутній Стефан IV бере участь у повстанні проти Гези, підтримуваний своїм дядьком (по материнській лінії) Белошем. Після придушення цього повстання Стефану ледве вдалося уникнути суду римського імператора Фрідріха Барбаросси, у якого він попросив політичного притулку. Геза пообіцяв імператору дати свої війська в похід проти Мілана, і Барбаросса відмовив Стефану в підтримці, так що останньому довелося втікати до Константинополя. Візантійський імператор Мануїл Комнін влаштував шлюб Стефана зі своєю племінницею Марією. У 1160 році до Стефана в Константинополь приїхав брат Ласло, який теж був налаштований проти Гези.

## Боротьба за престол
Коли Мануїл дізнався, що 31 травня 1162 року помер Геза і королем став його син Стефан III, то вирішив організувати військову кампанію проти Угорщини з метою посадити на престол Стефана, свого зятя. Угорські дворяни запропонували замість Стефана обрати Ласло. Імператор прийняв пропозицію, відправивши братів на батьківщину. 14 січня 1163 року Ласло помер, королем, нарешті, став Стефан IV, але архієпископ Естергомський Лукаш, який до того був заарештований Ласло, не погодився на коронацію, і її провів Міко — архієпископ Калошський. Стефан IV заборонив угорським прелатам спілкуватися з папою Олександром III, за що був звинувачений у спробі відділення угорської церкви.
Стефан IV у всьому підкорявся впливу Візантії. На початку 1163 року члени незадоволених угорських родів підняли повстання, але воно було придушене. Тим часом Стефан III очолив війська, послані йому римським імператором Фрідріхом. 19 червня 1163 року в битві при Секешфегерварі він розгромив Стефана IV і взяв у полон, але пізніше відпустив. Стефан IV втік до Візантії.

## Останні роки
Зустрівшись з Мануїлом в Софії, Стефан пообіцяв прийняти васалітет від нього, якщо імператор допоможе йому повернути престол. Була здійснена кампанія проти Угорщини, що закінчилася миром, за яким Мануїл пообіцяв не підтримувати колишнього короля. Фрідріх Барбаросса також не став допомагати розчарованому Стефану. Мануїл зробив його губернатором фортеці Земун (нині район у межах Белграда), звідки він кілька разів здійснював нальоти на угорські землі. Стефан III обложив фортецю, а її захисники перед здачею отруїли колишнього короля.
Стефан був одружений з Марією, дочкою візантійського принца Ісаака Комніна (сина імператора Іоанна II) та його 1-й дружини Феодори. Дітей не мав.

## Родовід
Стефан IV веде свій родовід, в тому числі, й від Великих князів Київських з роду Ярославичів та Ізяславичів.